# Voltaggio
Voltaggio (piemontesisch Votagio, ligurisch Otaggio) ist eine Gemeinde in der italienischen Provinz Alessandria (AL), Region Piemont.

## Lage und Einwohner
Die Gemeinde Voltaggio liegt 43 km südöstlich von der Provinzhauptstadt Alessandria auf einer Höhe von 342 m über dem Meeresspiegel am Ligurischen Apennin. Zusammen mit Fraconalto ist sie eine der Gemeinden mit den stärksten ligurischen Einflüssen im Piemont. Das Gemeindegebiet umfasst eine Fläche von 51,49 km² und hat 652 (Stand 31. Dezember 2023) Einwohner.
Die Nachbargemeinden sind Bosio, Campomorone (GE), Carrosio, Fraconalto, Gavi, Isola del Cantone (GE), Mignanego (GE) und Ronco Scrivia (GE).

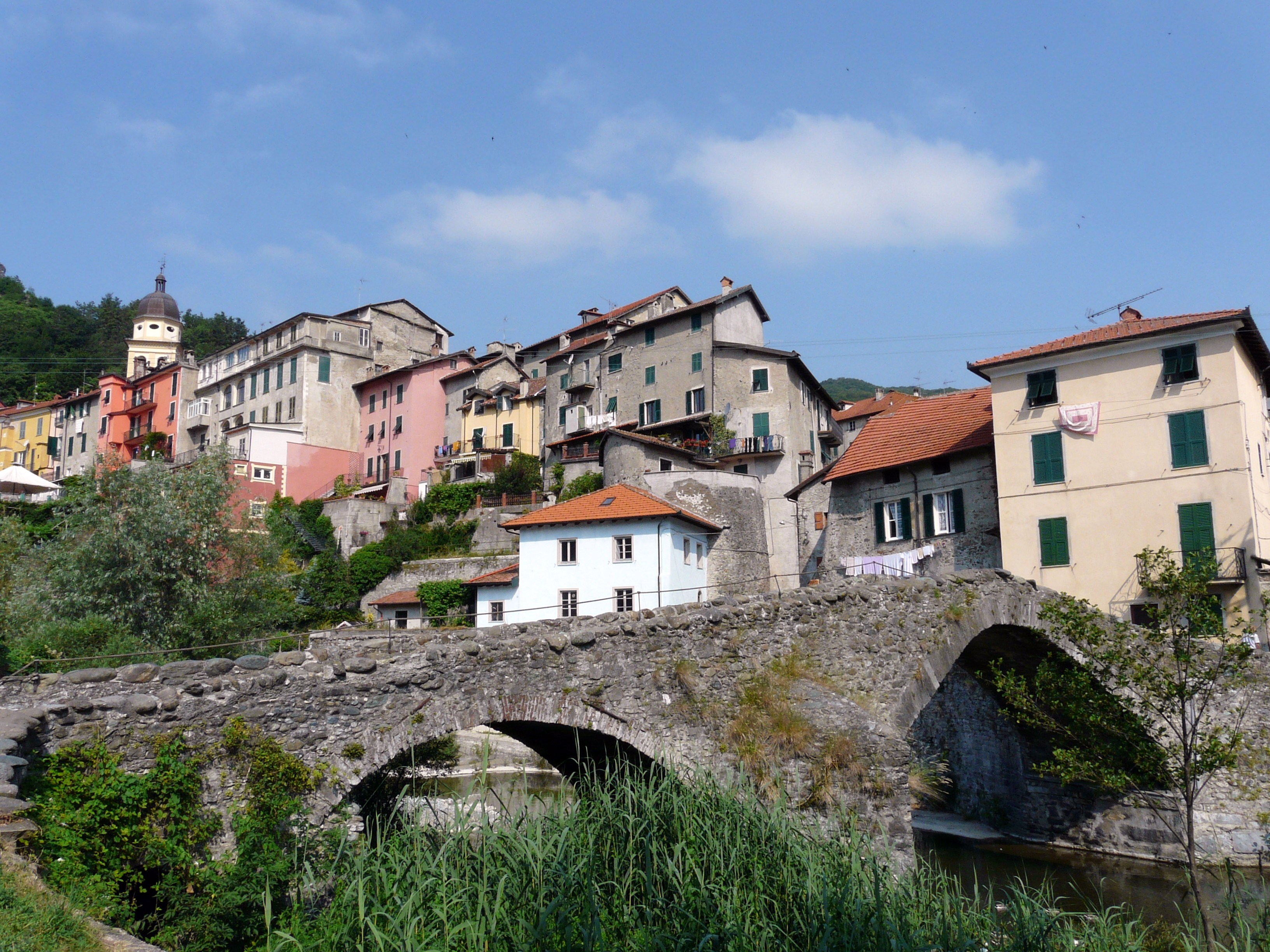
Ortsansicht von Voltaggio

### Bevölkerungsentwicklung
Die Gemeinde hat seit der Volkszählung 1881 bis heute einen Bevölkerungsrückgang von 73 % zu verkraften.

## Geschichte

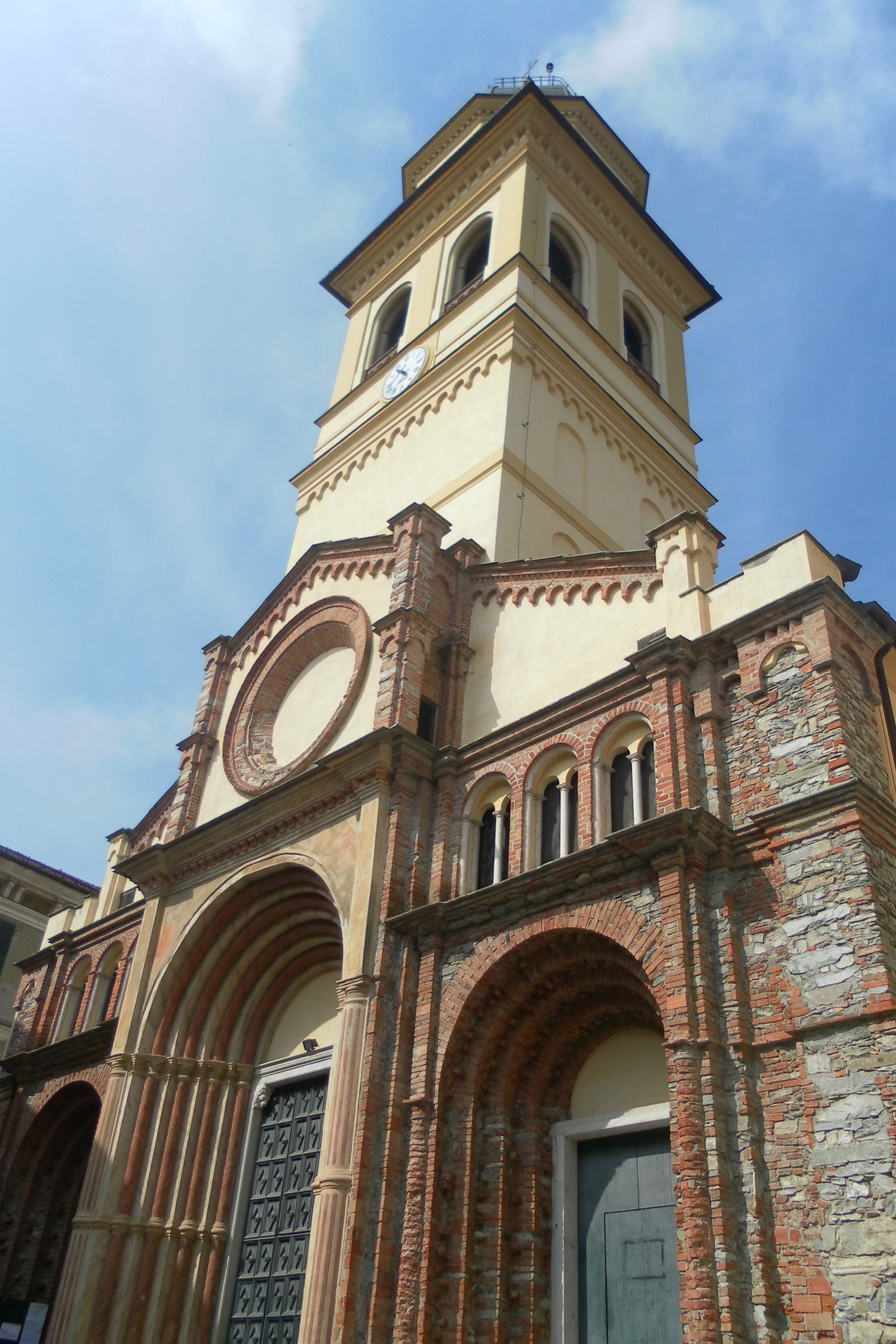
Kirche Santa Maria Assunta eundSanti Nazario e Celso

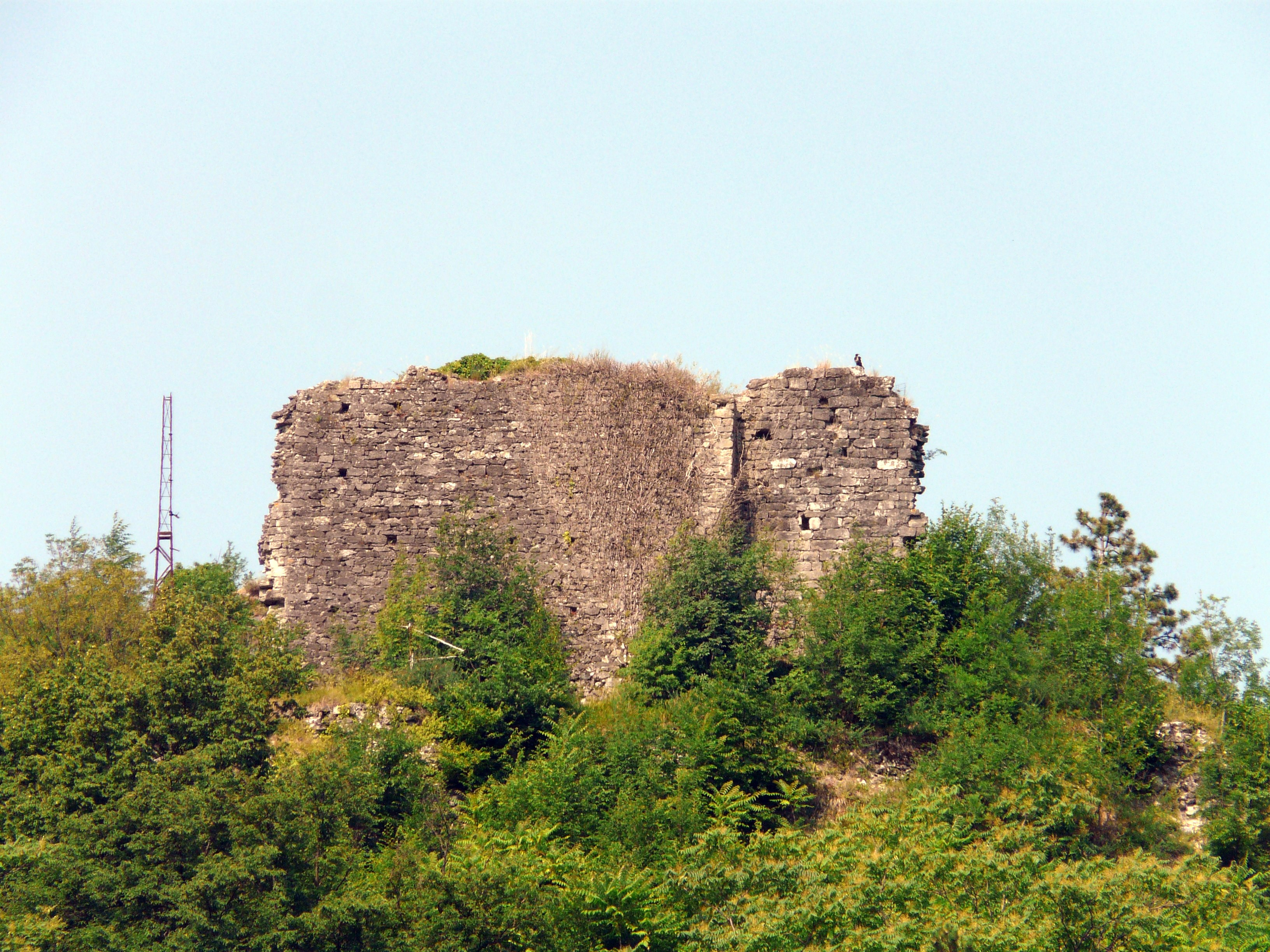
Ruinen des alten Castello

Sein Name ist durch mittelalterliche Dokumente mit den Formen „Vultabum“, „Vultabium“, „Voltabium“ belegt. Was „Warenlager auf römischen Straßen“ bedeutet. Anderen zufolge könnte die Etymologie aufgrund der Lage des Ortes am Zusammenfluss zweier Bäche jedoch der Begriff VOLTO sein, der „Straßen- oder Flussbiegung“ bedeutet. 
Seine Ursprünge reichen höchstwahrscheinlich bis in die Römerzeit zurück, als es als Mansio, also als Bahnhof, entlang einer der Hauptrouten zwischen Ligurien und dem Piemont errichtet wurde. Im Mittelalter war es lange Zeit umstritten zwischen dem Episkopat von Tortona und der Genueser Republik. Im Jahr 1121 wurde es in einer Zeit erfolgreicher Expansionen im Oltregiogo Teil der Herrschaft der letzteren. Da es sich im Zentrum der Spannungen zwischen der Zentralmacht und den lokalen Herren befand, wurde es zwischen den Markgrafen von Monferrato, der Republik Genua, Frankreich und dem Staat Mailand umstritten. Aber sein Schicksal ist es, Teil des genuesischen Einflussbereichs zu sein. Nach dem Durchzug der Familien Spinola und Guasco stabilisierte die ligurische Macht dort ihren politischen und kommerziellen Einfluss. Abgesehen von der kurzen Besetzung durch Carlo Emanuele von Savoyen im Jahr 1625 blieben seine Gebiete bis zum Ende des 18. Jahrhunderts unter ligurischer Herrschaft.
Voltaggio unterhält enge Beziehungen zum genuesischen Gebiet, so dass sie am 12. Juli 2005 auf Antrag des Gemeinderats als Ehrengemeinde von Genua anerkannt wurde. 

## Sehenswürdigkeiten
- Das Grimaldi-Haus, ein Bauwerk aus dem 15. Jahrhundert, das sich durch seine Größe und seine feinen Details auszeichnet.
- Das Kapuzinerkloster aus dem 17. Jahrhundert.
- Das Oratorium von San Sebastiano aus dem 17. Jahrhundert, das heute nicht mehr für Gottesdienste genutzt wird.
- Die Pfarrkirche der Heiligen Nazario und Celso, erbaut im 14. Jahrhundert und 1595 renoviert wurde.
- Der Scorza-Palast und der Galliera-Palast, Zeugen der goldenen Zeiten der Genueser Republik.
- Das im 19. Jahrhundert erbaute Oratorium San Giovanni Battista, in dem ein Gemälde von Sinibaldo Scorza zu sehen ist.